# Familjen Genovese

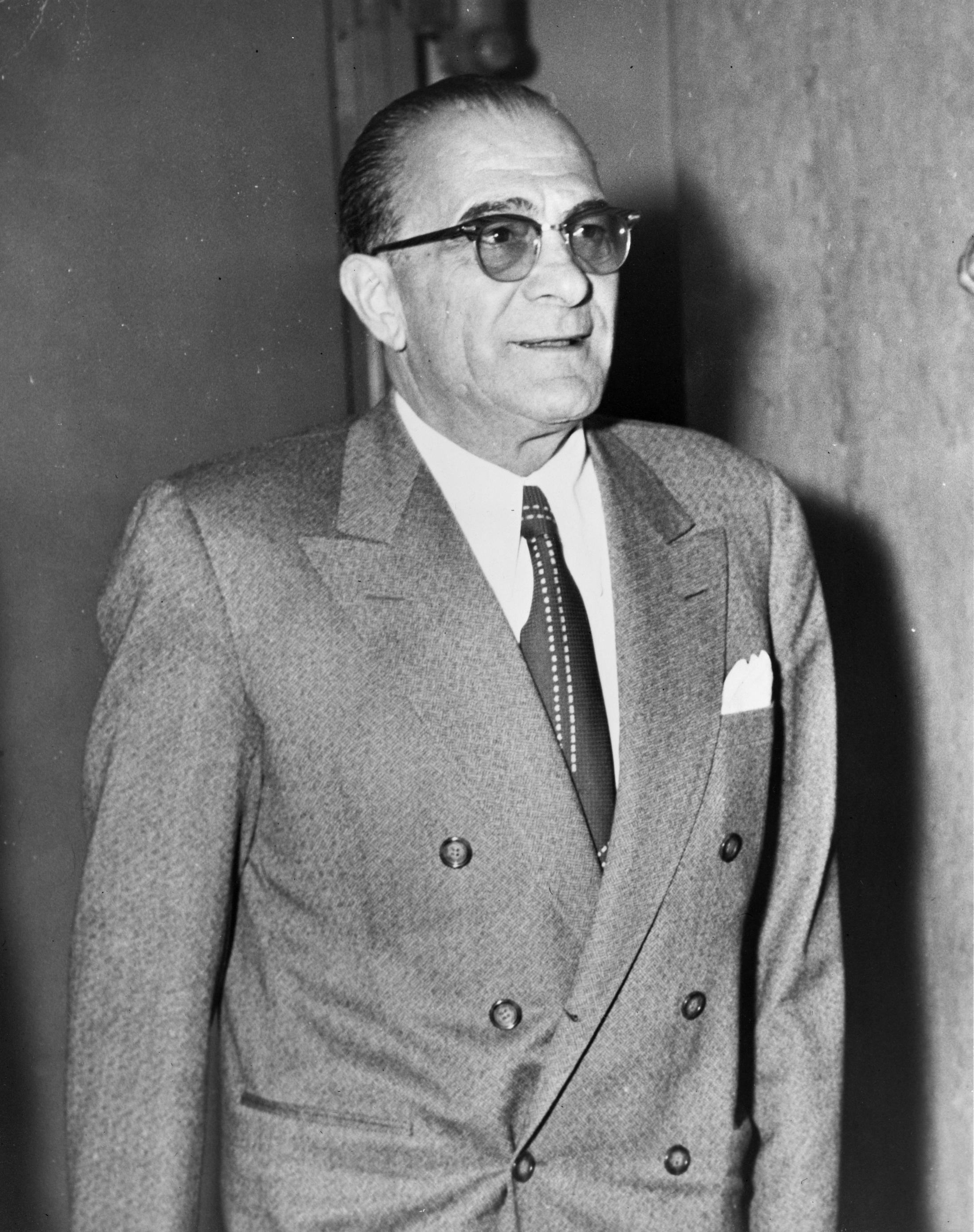
Vito Genovese.

Familjen Genovese, tidigare Familjen Luciano, är den största av New Yorks fem maffiafamiljer.
Den uppskattades år 2000 ha cirka 300 fullvärdiga medlemmar (så kallade "invalda") och cirka 3500 medarbetare. Efter bossen Vincent 'Chin' Gigantes död i fängelse 19 december 2005, är ledarskapet oklart.
Familjens verksamhet omfattar bland annat: hasardspel, konspiration, ocker, penningtvätt, mord, narkotika, utpressning och beskyddarverksamhet. Familjen har också ett stort inflytande i porrbranschen.

## Bossar i familjen Genovese
- 1922–1931 — Giuseppe "Joe the Boss" Masseria (Boss, mördad 1931 under Castellamaresekriget)
- 1931–1946 — Salvatore 'Charlie "Lucky" Luciano' Lucania (Boss, fängslad 1936)
- 1936–1946 — Frank "Frankie the Prime Minister" Costello (tillförordnad boss)
- 1946–1957 — Frank "Frankie the Prime Minister" Costello (Boss, pensionerad)
- 1957–1969 — Vito "Don Vito" Genovese (Boss, fängslad 1959, dog i fängelse 1969)
- 1959–1972 — Thomas "Tommy Ryan" Eboli (tillförordnad boss, blev ordinarie boss i mitten på 1960-talet, mördad 1972)
- 1965–1972 — Gerardo "Jerry the Old Jar" Catena (fängslad 1970-72, pensionerad 1973, dog 2000 vid 98 års ålder)
- 1965–1981 — Philip "Benny Squint" Lombardo (pensionerad)
- 1972–1981 — Frank "Funzi" Tieri (tillförordnad boss, blev ordinarie boss under det tidiga 1970-talet, utsedd av familjen)
- 1981–1987 — Anthony "Fat Tony" Salerno (tillförordnad boss, utsågs till ordinarie boss av Vincent Gigante, fängslad 1987, dog i fängelse)
- 1981–2005 — Vincent "Chin" Gigante (Boss, fängslad 1997, dog i fängelse av hjärtfel 19 december 2005)
- 1990–1996 — Liborio "Barney" Bellomo (street boss, fängslad)
- 1996–1998 — Dominick "Quiet Dom" Cirillo (street boss, avgår)
- 1997–2003 — Matthew "Matty the Horse" Ianniello (tillförordnad boss, fängslad)
- 2003–2005 — Dominick "Quiet Dom" Cirillo (tillförordnad boss, fängslad)
- 2005–2006 — Mario Gigante (tillförordnad boss, förmodligen pensionerad efter broderns död 2005)
- 2006–2007 — Daniel "Danny the Lion" Leo (tillförordnad boss, ) (häktad 31 maj 2007), Venero "Benny Eggs" Mangano (underboss) (släpptes från fängelset i december 2006 efter att ha avtjänat 15 år), Dominick "Quiet Dom" Cirillo (consigliere) (dömd till 46 månader 3 mars 2006), Lawrence "Larry Fab" Dentico (tillförordnad consigliere) (dömd till 4 1/2 års fängelse 2006)
- 2007–2008 — Daniel "Danny the Lion" Leo (tillförordnad boss), Venero "Benny Eggs" Mangano (underboss), Dominick "Quiet Dom" Cirillo (consigliere) (fängslad)
- 2010-nu – Liborio "Barney" Bellomo